# Fleischmannia trinervia
Fleischmannia trinervia là một loài thực vật có hoa trong họ Cúc. Loài này được (Sch.Bip.) R.M.King & H.Rob. mô tả khoa học đầu tiên năm 1970.